# 阿爾弗雷德·倫特

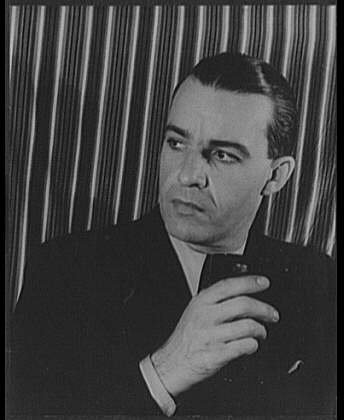
阿爾弗雷德·倫特

阿尔弗雷德·大卫·伦特（Alfred David Lunt，1892年8月12日—1977年8月3日）是一位美国演员和导演，他的妻子是琳恩·方坦，他和妻子兩人都是戲劇演員，都曾在百老匯劇院和西区剧院演出。
1965年，阿爾弗雷德·倫特获得艾美奖。 1964年9月，美國总统林登·约翰逊向阿爾弗雷德·倫特授予總統自由勳章。阿爾弗雷德·倫特還入選美国戏剧名人堂。 